# TO/GAスイッチ
TO/GAスイッチもしくは離陸/着陸復行スイッチ( TO/GA ; [ˈtoʊɡə] 英:Takeoff/go-around switch) は、現代の大型航空機に装備されているオートスロットルのスイッチで、離陸(TO) とゴーアラウンド(GA) の 2 つのモードがある。 これらのモードは飛行段階次第で切り替わる。通常の着陸進入時には、オートパイロットは着陸進入モードに設定されるため、TO/GA スイッチを押すと、オートスロットルの着陸復行モード (N1において約 90～92% ) がアクティブになり、もう一度押すと、着陸復行推力が最大 (N1において100% 以上) に増加する。しかし、オートパイロットで離陸経路が設定されている場合、TO/GA スイッチはオートスロットルの離陸モードをアクティブにする。 ボーイング機では、TO/GAモードはスロットルレバーの近くにある別のボタンで選択され、エアバス機ではスラストレバーをTO/GA位置まで倒すことにより有効になる。

## 離陸時における手順
航空機が滑走路上に進入したら、パイロットは最初にエンジン推力をボーイング機の場合は40～60%(N1)、エアバス機の場合は50%(N1)まで引き上げる。巨大なジェットエンジンはアイドル状態から約40%までの推力上昇スピードが遅く、もし離陸推力を加える前に片方のエンジンが急加速した場合に大きな推力の非対称が発生するのを防ぐ。この動作はコンプレッサーストールのリスクを低下させる。エンジンがパイロットの監視によって安定したと確認されたら、その後にTO/GAスイッチを押し、ボーイング機の場合は、スラストレバーが自動的に適切な出力設定になり、エアバス機では、減格推力離陸で離陸したい場合、スラストレバーを FLX/MCT位置まで進める。いずれの場合も、計算された離陸出力を発揮するためにエンジンの回転数が増加します。現代の航空機は飛行管理コンピュータによって離陸速度に達するのに必要なエンジン出力が、滑走路長や風速・高度・気温・湿度、もっとも重要な航空機の重量など様々な要素を元に決定される。古い航空機では、これらの計算は離陸前にパイロットによって実行されていた。このようなシステムを採用する利点は、航空機が安全な離陸速度に達するために実際に必要なパワーだけを使用することで、エンジンの消耗を抑えられることである。

## 着陸復行時における手順
着陸復行の設定はアプローチ中に行われます。パイロットが着陸に危険を認めた際や、何らかの要因によって着陸復行が必要になった際にこのスイッチ(通常スロットルレバーの後ろに位置します)を押すと着陸復行推力まで上昇する。スイッチがもう一度押された場合は最大出力まで上昇する。重要なのは、TO/GAスイッチがオートパイロットのモードを変更することであり、ILSグライドスロープ(glide slope)の追従を停止し、航空機の着陸態勢を維持するオートスロットルモードは無効化される。エアバス機では、オートパイロットを解除するのではなく、ILSへの追従を停止させ、自動的に着陸復行機動を実行する。緊急事態では、TO/GAスイッチを使うことが、着陸を中止するために推力を増加させる最も早い方法であることが多い。
一部の航空機ではオートパイロットが設定されている場合に、TO/GAスイッチがオートパイロットにミストアプローチパターンを飛行するように指示を出す。